# Simon Stephens
Simon Stephens (Manchester, 6 de febrer de 1971) és un dramaturg anglès. Després d'haver ensenyat al programa Young Writers del Royal Court Theatre durant anys, ara treballa al Lyric Hammersmith. És dramaturg de la companyia Steep Theatre Company de Chicago, on quatre de les seves obres, Harper Regan, Motortown, Wastwater i Birdland, van estrenar-se als Estats Units. Les seves obres són àmpliament representats a tot Europa i, juntament amb Dennis Kelly i Martin Crimp, és un dels autors en anglès més representats a Alemanya.

## Trajectòria
Originari de Stockport, Gran Manchester, Stephens es va llicenciar en Història a la Universitat de York. Després de la universitat, va viure uns anys a Edimburg, on va conèixer la seva esposa Polly, abans de completar un PGCE a l'Institute of Education. Va fer de professor abans de convertir-se en dramaturg professional. Va ser membre de la banda d'art punk escocesa Country Teasers. Viu a Londres amb la seva dona i els seus tres fills.
El gener de 2021, fou una de les 50 personalitats que signar el manifest «Dialogue for Catalonia», promogut per Òmnium Cultural i publicat a The Washington Post i The Guardian, a favor de l'amnistia dels presos polítics catalans i del dret d'autodeterminació en el context del procés independentista català. Els signants lamentaren la judicialització del conflicte polític català i conclogueren que aquesta via, lluny de resoldre'l, l'agreuja: «ha comportat una repressió creixent i cap solució». Alhora, feren una crida al «diàleg sense condicions» de les parts «que permeti a la ciutadania de Catalunya decidir el seu futur polític» i exigiren la fi de la repressió i l'amnistia per als represaliats.

## Representacions en català
L'any 2015 es va poder veure al Teatre Lliure de Gràcia l'adaptació teatral que Simon Stephens va realitzar del llibre El curiós incident del gos a mitjanit, (Mark Haddon), traduïda per Cristina Genebat i dirigida per Julio Manrique. El 2018 es va representar Pornografia a la Farinera del Clot, duta a l'escenari per la companyia Parking Shakespeare, traduïda per Carme Camacho i dirigida per Iban Beltran. Dos anys més endavant, es va representar a la Sala Beckett Heisenberg, amb la traducció de Joan Sellent i la interpretació de Sílvia Bel i Pep Cruz.

## Obres de teatre
- Fortune (2020). Estrenada al Tokyo Metropolitan Theatre, dirigida per Sean Holmes.[7]
- Obsession (2017). (English translation of Jan Peter Gerrits' play). Estrenada al Barbican Centre, dirigida per Ivo Van Hove.[8]
- The Seagull (2017). Estrenada al Lyric Hammersmith, dirigida per Sean Holmes.
- Fatherland (2017). Coescrita amb la Frantic Assembly de Scott Graham i Karl Hyde per al Manchester International Festival del Royal Exchange.
- The Threepenny Opera (2016). Estrenada al National Theatre, diririgida per Rufus Norris, adaptació de Bertolt Brecht (música de Kurt Weill).[9]
- Heisenberg (2015). Estrenada al Off-Broadway, dirigida per Mark Brokaw.
- Song From Far Away (2015). Estrenada al Young Vic, dirigida per Ivo van Hove.
- The Cherry Orchard (2014). Estrenada al Young Vic, dirirgida per Katie Mitchell.
- Carmen Disruption (2014). Estrenada al Deutsches Schauspielhaus, dirigida per Sebastian Nübling.[10]
- Blindsided (2014).vEstrenada al Royal Exchange Theatre, diririgida per Sarah Frankcom.[11]
- Birdland (2014). Estrenada al Royal Court Theatre, diririgida per Carrie Cracknell.[12]
- London (2012)[13]
- Morning (2012). Estrenada al Traverse Theatre, dirigida per Sean Holmes.[14]
- The Curious Incident of the Dog in the Night-Time (2012). Estrenada al National Theatre, dirigida per Marianne Elliott, adaptació de la novel·la de Mark Haddon.[15]
- A Doll's House (2012). Estrenada al Young Vic, dirigida per Carrie Cracknell.[16][17]
- Three Kingdoms (2011). Estrenada al Theatre NO99 a Tallinn, Estònia, dirigida per Sebastian Nübling.[18][19]
- I Am the Wind (2011). Traducció de Jon Fosse, estrenada al Young Vic, dirigida per Patrice Chéreau.[20]
- Wastwater (2011). Estrenada al Royal Court Theatre, dirigida per Katie Mitchell.[21]
- The Trial of Ubu (2010). Estrenad al Toneelgroep d'Amsterdam (2012).[22]
- T5 (2010)[23]
- A Thousand Stars Explode in the Sky (2010)[24]
- Marine Parade (2010)[25]
- Punk Rock (2009)[26]
- Canopy of Stars (2008)
- Sea Wall (2008)[27]
- Pornography (2007)[28]
- Harper Regan (2007). Estrenada al National Theatre, dirigida per Marianne Elliott.[29]
- Motortown (2006)[30]
- On the Shore of the Wide World (2005)[31]
- Country Music (2004)[32]
- Christmas (2004)[33]
- One Minute (2003)[34]
- Port (2002)[35]
- Herons (2001)[36]
- Bluebird (1998)[37]
- Bring Me Sunshine (1997)